# Topshots
Topshots zijn achthoekige plastic schijfjes die te vinden waren in verpakkingen van het chipsmerk Croky. Zij werden uitgegeven na het ontstaan van de flipporage. Op de schijfjes werden voetballers afgebeeld.

## Uitgaven in België
In België werden voor het voetbalseizoen 1995/'96 van iedere ploeg uit de Eerste klasse in België steeds elf spelers op Topshots afgebeeld.

## Uitgaven in Nederland
In Nederland waren per ploeg uit de seizoenen Eredivisie 1995/96 en Eredivisie 1996/97 steeds elf voetballers afgebeeld. Speciale uitgaven kwamen er tijdens het Europees kampioenschap voetbal 1996 en het Wereldkampioenschap voetbal 1998 van het Nederlands voetbalelftal.